# Дуб Т. Г. Шевченка
Дуб Т. Г. Шевченка — ботанічна пам'ятка природи місцевого значення в Україні.
Зростає біля клубу села Жизномира Бучацького району Тернопільської області.
Статус надано рішення Тернопільської обласної ради від 6 березня 2012 № 1323.
Площа — 0,04 га.